# Pseudotetraglenes
Pseudotetraglenes is een kevergeslacht uit de familie van de boktorren (Cerambycidae). De wetenschappelijke naam van het geslacht werd voor het eerst geldig gepubliceerd in 1968 door Breuning & Chûjô.

## Soorten
Pseudotetraglenes is monotypisch en omvat slechts de volgende soort:
- Pseudotetraglenes cambodgensis Breuning & Chûjô, 1968